# Nicholas Christakis
Nicholas A. Christakis (New Haven, 7 de mayo de 1962) es un sociólogo y médico greco-estadounidense. Esta especializado en las redes sociales y los determinantes socioeconómicos, biosociales y evolutivos del bienestar humano (incluido el comportamiento, la salud y capacidad de individuos y grupos). Es profesor Sterling de Ciencias Sociales y Naturales en la Universidad Yale, donde dirige el Laboratorio de Naturaleza Humana. También es codirector del Instituto de Ciencias de Redes de Yale.
Fue elegido miembro del Instituto de Medicina de la Academia Nacional de Ciencias en 2006; la Asociación Estadounidense para el Avance de la Ciencia en 2010; y la Academia Estadounidense de Artes y Ciencias en 2017. En 2021, recibió un título honorífico de la Universidad de Atenas.
En 2009, fue incluido en Time 100, la lista de la revista Time que enumera las 100 personas más influyentes del mundo. En 2009 y nuevamente en 2010, la revista Foreign Policy lo incluyó en su lista de los principales pensadores mundiales.

## Primeros años
Hijo de padres griegos, nació en New Haven, Connecticut, en 1962 cuando sus padres eran estudiantes de posgrado de la Universidad Yale; tiene tres hermanos biológicos y 2 hermanos adoptados, una niña afroestadounidense y un niño taiwanés. Su padre era un físico nuclear convertido en consultor de negocios y su madre una química física convertida en psicóloga. Su familia regresó a Grecia cuando él tenía tres años y el griego se convirtió en su primera lengua. Regresó a Estados Unidos junto a su familia a los seis años y creció en Washington D. C..
Obtuvo una licenciatura en biología por la Universidad Yale en 1984, donde ganó el premio Russell Henry Chittenden. Recibió un doctorado en medicina por la Escuela de Medicina Harvard y una maestría en Salud Pública por la Escuela de Salud Pública de Harvard en 1989, ganando el Premio Bowdoin al graduarse. En 1991, completó una residencia en Medicina Interna en el Sistema de Salud de la Universidad de Pensilvania. Fue certificado por la Junta Estadounidense de Medicina Interna en 1993. Obtuvo un doctorado en Sociología por la Universidad de Pensilvania en 1995. Su disertación se publicó como Muerte anunciada, su primer libro.

## Carrera
En 1995, comenzó como profesor asistente con nombramientos conjuntos en los Departamentos de Sociología y Medicina de la Universidad de Chicago. En 2001, obtuvo la titularidad tanto en Sociología como en Medicina; dejó la universidad para ocupar un puesto en Harvard en 2001. Hasta julio de 2013 fue profesor de sociología médica en la Escuela de Medicina Harvard; profesor de sociología en el Departamento de Sociología de la Facultad de Artes y Ciencias de Harvard; y médico tratante en el Hospital Mt. Auburn, afiliado a Harvard.
En 2013,  se trasladó a la Universidad Yale, donde es profesor de ciencias sociales y naturales en el Departamento de Sociología. Se desempeñó como profesor de ciencias sociales y naturales de la familia Sol Goldman hasta 2018, cuando fue nombrado profesor Sterling, el más alto honor otorgado a los profesores de Yale. Entre 2009 y 2013, el y su esposa, Erika Christakis, fueron co-maestros de Pforzheimer House, una de los doce Harvard Colleges de Harvard. De 2015 a 2016, ocupó un cargo similar en Silliman College de la Universidad Yale.
Ha ejercido como médico de cuidados paliativos a domicilio y en medicina paliativa consultiva. Mientras estaba en la Universidad de Chicago de 1995 a 2001 cuidó a pacientes en situación vulnerable en el lado sur de Chicago. Durante este tiempo, también participó activamente en la traducción de los resultados de la investigación en cambios de políticas nacionales con respecto a los cuidados al final de la vida en Estados Unidos; por ejemplo, testificó ante el Comité Especial sobre el Envejecimiento del Senado de los Estados Unidos en 2000 (sobre las barreras al uso de cuidados paliativos, el pronóstico y la rentabilidad de los cuidados paliativos).

### Investigación
Su trabajo se centra en la ciencia de redes y las ciencias sociobiológicas, y también ha involucrado la sociología, la economía, la demografía, la biología evolutiva, la psicología evolutiva, la genética del comportamiento y la epidemiología. Es autor o editor de seis libros, más de 200 artículos académicos revisados por pares, numerosos editoriales en publicaciones nacionales e internacionales y al menos tres patentes. Su laboratorio también participa activamente en el desarrollo y lanzamiento de software para llevar a cabo experimentos de ciencias sociales a gran escala, siendo pionero en su uso a partir de 2009 (por ejemplo, Breadboard, Trellis).
Sus primeros trabajos se centraron en la toma de decisiones médicas y la atención al final de la vida. Comenzó a estudiar los efectos de las redes sociales interpersonales en este entorno a finales de la década de 1990, con una serie de estudios sobre el efecto de viudez, mediante el cual la muerte de una persona podría aumentar el riesgo de muerte de su cónyuge. Desarrolló una serie de formas innovadoras de estimar la naturaleza causal de estos efectos (por ejemplo, estudiando cómo la muerte de la exesposa de un hombre podría afectar su riesgo de muerte), y amplió el alcance de dicho trabajo para analizar. También exploró, en un artículo de 2006 en The New England Journal of Medicine que analizó a 518.240 parejas de ancianos, cómo la hospitalización de un cónyuge, y no sólo su muerte, podría afectar el riesgo de mortalidad de un sobreviviente.
A partir de 2004, comenzó a estudiar los efectos de red "hiperdiádicos", mediante los cuales los procesos de contagio social iban más allá de pares de personas. Utilizando inicialmente estudios observacionales con su colega James H. Fowler, documentó que una variedad de fenómenos como la obesidad, el tabaquismo y la felicidad, en lugar de ser únicamente individualistas, también surgen a través de mecanismos de contagio social a cierta distancia dentro de las redes sociales. Otros de sus trabajos utilizaron métodos experimentales y diversos conjuntos de datos y entornos para estudiar las redes sociales, mejorando así la solidez de la inferencia causal (por ejemplo, en un artículo de 2010 que demostró que el comportamiento altruista en estudiantes universitarios, o en un artículo de 2015 que demostró que el uso de vitaminas en las aldeas del mundo en desarrollo podría ser contagioso). De hecho, el experimento de 2010 demostró que el comportamiento cooperativo podría extenderse a tres grados de separación. En una conferencia TED de 2010, resumió las implicaciones más amplias del papel de las redes en la actividad humana.
Además de estudiar cómo diversos procesos, que van desde la cooperación hasta las emociones, la obesidad, el intercambio de recursos y la vacunación, podrían propagarse a través de las redes sociales, el y sus colegas han publicado una serie de artículos que exploran cómo la manipulación experimental de la estructura de las redes sociales podría mejorar el bienestar humano. Otro trabajo exploró cómo la topología de la red podría afectar la comunicación humana durante tiempos de crisis. Un artículo de 2019 en Proceedings of the National Academy of Sciences of the United States of America (PNAS) mostró que volver a cablear experimentalmente las redes sociales podría mejorar el bienestar humano sin redistribuir ni aumentar los recursos. Además, un estudio observacional de un nuevo sistema monetario (Sardex, una moneda complementaria introducida durante la crisis financiera de 2010) mostró que la centralidad del ciclo k estaba asociada con el éxito económico a nivel de empresas individuales o del sistema en su conjunto.
En 2012, en un artículo publicado en Nature, el grupo de Christakis analizó las redes sociales de los cazadores-recolectores Hadza, mostrando que la estructura de las redes sociales humanas parece tener orígenes antiguos. El antropólogo Joseph Henrich señaló que "la idea crucial de este trabajo es que comprender los distintos aspectos de la cooperación entre estos cazadores-recolectores debe incorporar un análisis de los procesos dinámicos a nivel de población". El y sus colegas hicieron un trabajo similar mapeando las redes del pueblo Nyangatom de Sudán en 2016. Su grupo también ha demostrado que las redes sociales están profundamente relacionadas con la cooperación humana. Estas ideas se exploran en el libro de Christakis de 2019, Blueprint: The Evolutionary Origins of a Good Society.
Desde 2010, su laboratorio inició un programa de investigación para implementar redes sociales para mejorar el bienestar, la salud y otros fenómenos sociales diversos; por ejemplo, facilitar la adopción de innovaciones en salud pública en el mundo en desarrollo, comprender los orígenes de la desigualdad económica, o demostrar la utilidad de agentes autónomos ("bots" de IA) para optimizar la coordinación en grupos en línea. El economista Simon Gächter señaló que "la idea más sorprendente de estos hallazgos [en 2015] es el efecto de la visibilidad de la riqueza en la dinámica de la desigualdad: una desigualdad notoria genera más desigualdad. Aunque la visibilidad de la riqueza no cambia los incentivos económicos en este escenario experimental, sí invita a comparaciones sociales que... socavan la cooperación y disminuyen los lazos sociales". Gächter también comentó sobre el artículo de 2017 y sus contribuciones a la Teoría evolutiva de juegos.
El artículo de 2017 sobre bots inició un programa de trabajo sobre "sistemas híbridos" compuestos por humanos y máquinas (dotados de IA) que remodelan la forma en que los humanos interactúan no con las máquinas, sino entre sí. Un artículo publicado en 2020 en PNAS amplió esta idea al mostrar que los robots físicos podrían modificar las conversaciones entre personas que interactúan en grupos. Sobre el tema le ha argumentado lo siguiente: "los efectos de la IA en la interacción entre humanos serán intensos y de gran alcance, y los avances rápidos y amplios. Debemos investigar sistemáticamente qué efectos de segundo orden podrían surgir y discutir cómo regularlos en en nombre del bien común".
Finalmente, en 2010, un artículo analizó la propagación de la gripe H1N1 en la Universidad de Harvard y demostró que la comprensión de las redes sociales podría utilizarse para desarrollar "sensores" para pronosticar epidemias (de gérmenes y otros fenómenos). En una conferencia TED de 2010, habló sobre ese esfuerzo (y la ciencia social computacional en general). Un artículo de seguimiento de 2014 documentó la utilidad de este enfoque para pronosticar tendencias en línea, nuevamente basándose en la "paradoja de la amistad", utilizando datos de Twitter.
Su laboratorio ha recibido el apoyo de subvenciones de los Institutos Nacionales de Salud, del Programa Pionero de la Fundación Robert Wood Johnson, de la Fundación Bill y Melinda Gates y de otros financiadores. En 2019, su laboratorio recibió apoyo de la Fundación Nomis para ampliar su trabajo a estudios de la microbiota humana.

### Como escritor
Su primer libro, Muerte anunciada: profecía y pronóstico en la atención médica, fue publicado por University of Chicago Press en 1999 (ISBN 978-0226104706), y ha sido traducido al japonés. El libro, basado en su disertación, exploró el papel del pronóstico en el pensamiento y la práctica médica, documentando y explicando cómo se socializa a los médicos para evitar hacer pronósticos.
Su segundo libro, Connected: The Surprising Power of Our Social Networks and How They Shape Our Lives, fue escrito en coautoría con James Fowler y fue publicado por Little, Brown Spark en 2009 (ISBN 978-0316036146). Fue galardonado con el premio "Libros para una vida mejor" en 2009 y ha sido traducido a 20 idiomas. Connected se basa en estudios publicados anteriormente y no publicados y llega a varias conclusiones nuevas sobre la influencia de las redes sociales en la salud y el comportamiento humanos. En dicho libro presentaron su regla de los "tres grados de influencia", que teoriza que la influencia social de cada persona puede extenderse hasta aproximadamente tres grados de separación (hacia el amigo de un amigo de un amigo) antes de desvanecerse.
Su tercer libro, Blueprint: The Evolutionary Origins of a Good Society, fue publicado por Little, Brown Spark en 2019 (ISBN 978-0316230032). Entró en la lista de los más vendidos del New York Times en su semana de debut. Fue ampliamente y favorablemente revisada. Bill Gates describió el libro como "optimista y fantástico". Blueprint explora la idea de que la evolución ha dado a los humanos un conjunto de capacidades beneficiosas, que incluyen el amor, la amistad, las redes sociales, la cooperación y el aprendizaje; los seres humanos tienen inclinaciones innatas a formar una buena sociedad, similar en todo el mundo. "Durante demasiado tiempo", escribe Christakis, "la comunidad científica se ha centrado demasiado en el lado oscuro de nuestra herencia biológica: nuestra capacidad de tribalismo, violencia, egoísmo y crueldad. Al lado positivo se le ha negado la atención que merece".
Su cuarto libro, Apollo's Arrow: The Profound and Enduring Impact of Coronavirus on the Way We Live, fue publicado por Little, Brown Spark en octubre de 2020 (ISBN 978-0316628228). Fue ampliamente y favorablemente revisado y fue llamado "magisterial", "apasionante", y "provocativo". Fue incluido en la lista larga para el Premio de Escritura Científica Literaria EO Wilson de PEN America. Apollo's Arrow ofrece un relato de los orígenes y el curso de la pandemia de COVID-19 y su fin, biológica y socialmente (en lo que Christakis ha comparado con los locos años veinte del siglo XX). En esencia, el libro sostiene que "las plagas no son nuevas para nuestra especie, simplemente lo son para nosotros".
También coeditó dos libros de texto clínicos sobre cuidados al final de la vida, publicados por Oxford University Press.

## Activismo por la libertad de expresión
En Harvard en 2012, él y su esposa salieron en defensa de los estudiantes minoritarios que utilizaban la sátira para criticar a los clubes finales de élite de esa institución. Sugirieron que los críticos podrían estar "más preocupados por las malas palabras que por los problemas subyacentes" y que controlar la libre expresión en el campus "niega a los estudiantes la oportunidad de aprender a pensar por sí mismos". Su argumento expresaba confianza en la capacidad y madurez de los estudiantes de Harvard para discutir temas polémicos.
En abril de 2020, expresó su preocupación porque, en el contexto de la pandemia de COVID-19, los hospitales y facultades de medicina buscaban silenciar a los profesores y al personal que destacaban problemas con la respuesta; afirmó que "tomar medidas drásticas contra las personas que hablan es una especie de idiotez del más alto nivel".
En julio de 2020, fue uno de los 153 firmantes de "Una carta sobre la justicia y el debate abierto" (también conocida como la "Carta de Harper") que expresó su preocupación porque "el libre intercambio de información e ideas, el alma de una sociedad liberal, es cada día más restringido". En 2021, se le pidió que se uniera al consejo asesor de la Fundación para los Derechos y la Expresión Individuales (FIRE). En 2022, se incorporó al consejo asesor de la Academia Heterodoxa.
En 2023, recibió el premio Silverglate por defender la libre expresión en la gala inaugural celebrada por la Fundación para los Derechos y la Expresión Individuales en Nueva York.

## Vida personal
Reside en Norwich, Vermont. Está casado con la autora y educadora de la primera infancia Erika Christakis y tienen cuatro hijos, uno de los cuales adoptaron más adelante en su vida, mientras servían como padres adoptivos. Sus pasatiempos incluyen el karate Shotokan (como lo señaló su instructor, Kazumi Tabata) y hacer jarabe de arce.

## Publicaciones seleccionadas

### Libros
- Muerte anunciada: profecía y pronóstico en la atención médica (1999) ISBN 978-0226104706
- Conectados: el sorprendente poder de nuestras redes sociales y cómo dan forma a nuestras vidas con James Fowler (2009) ISBN 978-0316036146
- Plano: Los orígenes evolutivos de una buena sociedad (2019) ISBN 978-0316230032
- La flecha de Apolo: el impacto profundo y duradero del coronavirus en la forma en que vivimos (2020) ISBN 978-0316628228

### Artículos científicos
- Christakis, NA; Allison, PD (2006). «Mortality after the Hospitalization of a Spouse». New England Journal of Medicine 354 (7): 719-730. PMID 16481639. doi:10.1056/NEJMsa050196. Archivado desde el original el 10 de agosto de 2017. Consultado el 9 de noviembre de 2015.
- Christakis, NA; Fowler, JH (2007). «The Spread of Obesity in a Large Social Network Over 32 Years». New England Journal of Medicine 357 (4): 370-379. PMID 17652652. doi:10.1056/NEJMsa066082. Archivado desde el original el 18 de noviembre de 2015. Consultado el 9 de noviembre de 2015.
- Elwert, F; Christakis, NA (2008). «The Effect of Widowhood on Mortality by the Causes of Death of Both Spouses». American Journal of Public Health 98 (11): 2092-2098. PMC 2636447. PMID 18511733. doi:10.2105/AJPH.2007.114348. Archivado desde el original el 4 de marzo de 2016. Consultado el 9 de noviembre de 2015.
- Christakis, NA; Fowler, JH (2008). «Quitting in Droves: Collective Dynamics of Smoking Behavior in a Large Social Network». New England Journal of Medicine 358 (21): 2249-2258. PMC 2822344. PMID 18499567. doi:10.1056/NEJMsa0706154. Archivado desde el original el 10 de agosto de 2017. Consultado el 9 de noviembre de 2015.
- Fowler, JH; Christakis, NA (2009). «The Dynamic Spread of Happiness in a Large Social Network». British Medical Journal 337 (768): a2338. PMC 2600606. PMID 19056788. doi:10.1136/bmj.a2338. Archivado desde el original el 18 de noviembre de 2015. Consultado el 9 de noviembre de 2015.
- Fowler, JH; Dawes, CT; Christakis, NA (2009). «Model of genetic variation in human social networks». Proceedings of the National Academy of Sciences 106 (6): 1720-1724. Bibcode:2009PNAS..106.1720F. PMC 2644104. PMID 19171900. doi:10.1073/pnas.0806746106.
- Fowler, JH; Christakis, NA (2010). «Cooperative Behavior Cascades in Human Social Networks». Proceedings of the National Academy of Sciences 107 (12): 5334-8. Bibcode:2010PNAS..107.5334F. PMC 2851803. PMID 20212120. arXiv:0908.3497. doi:10.1073/pnas.0913149107.
- Christakis, NA; Fowler, JH (2010). «Social Network Sensors for Early Detection of Contagious Outbreaks». PLOS ONE 5 (9): e12948. Bibcode:2010PLoSO...512948C. PMC 2939797. PMID 20856792. arXiv:1004.4792. doi:10.1371/journal.pone.0012948.
- Christakis, NA; Fowler, JH; Imbens, GW; Kalyanaraman, K (2010). «An Empirical Model for Strategic Network Formation». NBER Working Papers. Working Paper Series (16039). doi:10.3386/w16039. Consultado el 24 de noviembre de 2022.
- Fowler, JH; Settle, JE; Christakis, NA (2011). «Correlated Genotypes in Friendship Networks». Proceedings of the National Academy of Sciences 108 (5): 1993-7. Bibcode:2011PNAS..108.1993F. PMC 3033315. PMID 21245293. doi:10.1073/pnas.1011687108.
- Rand, DG; Arbesman, S; Christakis, NA (2011). «Dynamic Social Networks Promote Cooperation in Experiments with Humans». Proceedings of the National Academy of Sciences 108 (48): 19193-8. Bibcode:2011PNAS..10819193R. PMC 3228461. PMID 22084103. doi:10.1073/pnas.1108243108.
- Apicella, CL; Marlowe, FW; Fowler, JH; Christakis, NA (2012). «Social Networks and Cooperation in Hunter-Gatherers». Nature 481 (7382): 497-501. Bibcode:2012Natur.481..497A. PMC 3340565. PMID 22281599. doi:10.1038/nature10736. Archivado desde el original el 15 de diciembre de 2017. Consultado el 9 de noviembre de 2015.
- Christakis, NA; Fowler, JH (2014). «Friendship and Natural Selection». Proceedings of the National Academy of Sciences 111 (3): 10796-10801. Bibcode:2014PNAS..111S0796C. PMC 4113922. PMID 25024208. arXiv:1308.5257. doi:10.1073/pnas.1400825111.
- Nishi, CL; Shirado, FW; Rand, DG; Christakis, NA (2015). «Inequality and Visibility of Wealth in Experimental Social Networks». Nature 526 (7382): 426-429. Bibcode:2015Natur.526..426N. PMID 26352469. doi:10.1038/nature15392.
- Kim, DA; Hwong, AR; Stafford, D; Hughes, DA; O'Malley, AJ; Fowler, JH; Christakis, NA (2015). «Social Network Targeting to Maximize Population Behavior Change: A Cluster Randomised Controlled Trial». The Lancet 386 (9989): 145-153. PMC 4638320. PMID 25952354. doi:10.1016/s0140-6736(15)60095-2.
- Shirado, H; Christakis, NA (2017). «Locally Noisy Autonomous Agents Improve Global Human Coordination in Network Experiments». Nature 545 (7654): 370-374. Bibcode:2017Natur.545..370S. PMC 5912653. PMID 28516927. doi:10.1038/nature22332.
- Traeger, ML; Sebo, SS; Jung, M; Scassellati, B; Christakis, NA (2020). «Vulnerable Robots Shape Human Conversational Dynamics in a Human-Robot Team». Proceedings of the National Academy of Sciences 117 (12): 6370-6375. Bibcode:2020PNAS..117.6370T. PMC 7104178. PMID 32152118. doi:10.1073/pnas.1910402117.
- Jia, JS; Lu, X; Yuan, Y; Xu, G; Jia, J; Christakis, NA (2020). «Population Flow Drives Spatio-Temporal Distribution of COVID-19 in China». Nature 582 (7812): 389-394. Bibcode:2020Natur.582..389J. PMID 32349120. doi:10.1038/s41586-020-2284-y.
- Shirado, H; Christakis, NA (2020). «Network Engineering Using Autonomous Agents Increases Cooperation in Human Groups». iScience 23 (9): 101438. Bibcode:2020iSci...23j1438S. PMC 7452167. PMID 32823053. doi:10.1016/j.isci.2020.101438.
- Alexander, M; Forastiere, L; Gupta, S; Christakis, NA. (2022-07-26). "Algorithms for seeding social networks can enhance the adoption of a public health intervention in urban India". Proceedings of the National Academy of Sciences. 119 (30): e2120742119. doi:10.1073/pnas.2120742119. PMC 9335263. PMID 35862454.